# ペクチョン
ペクチョンは朝鮮の身分。漢字では白丁（韓国語：백정  カタカナ：ペッチョン、日本語：ペクチョン／はくてい）とも記す。朝鮮において国家官職ではない一般庶民を意味する言葉だったが、李朝時代から両班・中人・常民という良民身分、賤民身分の奴婢の更に下の最下層の人々を指すようになった。
漢字を使用しなくなった韓国では「白丁」以外に、白亭、百亭、百青、白井など、いくつもの漢字表記がある。

## 朝鮮半島における白丁

### 起源についての学説、並びに高麗王朝までの経緯
起源については大別して、北方異民族説と政治犯説などが唱えられている。異民族説は高麗に帰化した中央アジア系の韃靼族が政治の混乱に乗じて略奪を繰り返したことや、低位の扱いを受けていた朝鮮族などが差別を受けるようになったのが白丁の起源であるとされているという説である。ほかに、杜門洞七二人忠臣たちの志操説、楊水尺から始まった説がある。
朝鮮半島での奴隷制度は箕子朝鮮時代に始まったとされ、高麗王朝以降では918年に奴隷制度が定められ、既成の奴婢構成のなかに反逆者家族が加えられるようになった。そして社会経済の発展に伴い奴婢の数を確保する必要から、1039年に高麗王朝の靖宗は奴婢世襲を強制する賤者隨母法を制定し、奴婢の世襲強制と反逆者家族の奴婢化を強めた。このような高麗時代までの朝鮮半島での白丁は国家の職役についていない一般庶民を指す言葉であった。

### 李氏朝鮮における奴婢と白丁
李氏朝鮮王朝の時代にになると身分制度がさらに複雑化し、国王、両班、中人、常人、賤民（＝奴婢）に大別され、白丁は賤民の下の最下位という枠外に位置づけられた。
1423年、屠畜業者などに対する差別を緩和するためとして、従来の人々に加えて、彼らも白丁と呼ぶようにした。だが元々白丁と呼ばれていた人々は彼らを「新白丁」と呼びながら相変らず差別し続け、蓋たり「白丁」自体が賤民のみを指す言葉になった。
朝鮮半島では白丁は「백정」と呼び、七般公賤（官奴婢、妓生、官女、吏族、駅卒、獄卒、犯罪逃亡者）、八般私賤（巫女、革履物の職人、使令：宮中音楽の演奏家、僧侶、才人：芸人、社堂：旅をしながら歌や踊りで生計をたてるグループ『男寺党』、挙史：女連れで歌・踊り・芸をする人、白丁）と言われた賤民（非自由民）のなかで最下位に位置する被差別民を指す言葉になった。治国法の一つ〈刑典〉に、公賤と私賤に分けて公・私奴婢の身分と刑罰に関する綿密な条項を定め、さらに刑曹（法務省）の外局として、奴婢の帳籍と訴訟事務を管掌する掌隷院を設けた。また逃亡した奴婢を原状に戻すための時限立法〈奴婢推刷法〉を制定したりした。
ちなみに 1592 年、文禄の役での王宮・慶福宮の放火犯人は秀吉軍だと信じられていれるが、実は混乱に乗じ掌隷院で管理していた奴婢や白丁の簿籍などの消滅を図った当事者たちの犯行であった。
朝鮮半島で白丁に強制された身分差別
1. 族譜を持つことの禁止。
2. 屠畜、食肉商、皮革業、骨細工、柳細工（編笠、行李など）以外の職業に就くことの禁止。
3. 常民との通婚の禁止。
4. 日当たりのいい場所や高地に住むことの禁止。
5. 瓦屋根を持つ家に住むことの禁止。
6. 文字を知ること、学校へ行くことの禁止。
7. 他の身分の者に敬語以外の言葉を使うことの禁止。
8. 名前に仁、義、禮、智、信、忠、君の字を使うことの禁止。
9. 姓を持つことの禁止。
10. 公共の場に出入りすることの禁止。
11. 葬式で棺桶を使うことの禁止。
12. 結婚式で桶を使うことの禁止。
13. 墓を常民より高い場所や日当たりの良い場所に作ることの禁止。
14. 墓碑を建てることの禁止。
15. 一般民の前で胸を張って歩くことの禁止。（白丁歩きの強制）

これらの禁を破れば厳罰を受け、時にはリンチを受けて殺害された。その場合、殺害犯はなんの罰も受けなかった。白丁は人間ではないとされていたためである。
白丁は大抵一般の村に住めないなど居住地域を制限され、都市や村落の外の辺鄙な場所に集団で暮らしていた。また、高価な日常製品の使用も禁止されていた。一方、国の管理に属さない化外の民であったため、戸籍を持たず税金や軍布（徴兵の代わりに収める布税）なども免除されていた。奴婢が国により管理されていたのとは対照的である。
加えて就業の制限についても時代が下るにつれ緩和されてゆき、李氏朝鮮中期には農業などに従事していた者もいたようである。支出や行動が厳しく規制される反面、本業による手数料などを得ることができたことや、両班階級が財産を没収することすら忌み嫌ったため、李氏朝鮮時代に繰り返し行われていた庶民に対する過酷な財産徴収なども受けず、李氏朝鮮の中では唯一資本蓄積が可能な階級だったとも言われている。
また滅多に行われなかったとはいえ、法的には免賤と言われる白丁階級からの解放もあった。1894年、高宗時代の甲午改革でも賤民の身分制度が法的には廃止されたが、差別待遇・偏見は相変わらず残った。結局白丁には戸籍がないので兵役や納税の義務もなく、管理対象として居住場所は制限され、移動の自由が相変わらずなかった。チョゴリ（上衣）の襟に白丁であることを示す黒い布をつけることが義務化された地域も残った。道を歩く時は、腰を屈めて早足で歩くという白丁歩きを強いられた。衣類制限もあり、絹の服を着ることは許されず、朝鮮の成人男性なら誰もが被るカッ（帽子）の代わりに、粗末な笠を被ることしか許されなかった。女性の白丁には、髪に簪を挿してはならないとされていた。さらに、婚礼時にも輿にも乗れず、遺体を棺で墓まで運ぶために使われる輿であるサンヨ（喪輿）すら禁止されていた。

### 日本統治下における身分解放と差別撤廃運動
1909年に日本政府によって韓国統監府が設置されると、戸籍制度を導入することで、人間とは見なされていなかった姓を持たない白丁を始めとする賤民とされていた階層にも姓を許可し、身分差別を撤廃したとされる。また、身分解放された白丁も学校に通うことが許可された。これに対し両班はこの施策を認めず抵抗活動を繰り広げたが、日本政府はこれを断固として鎮圧した。通名も参照のこと。
一方朝鮮人の間でも、差別を撤廃するため1923年4月25日に晋州で白丁を中心にして衡平社が結成された(衡平運動　も参照)。
その後1926年の朝鮮総督府の統計調査によると、当時の朝鮮半島でかつて「白丁」とされていた階層は8211世帯、3万6809人にのぼる。職業の内訳で最も多いのは獣肉販売業で27.8パーセント。これに屠畜、製革、製靴など牛に関係する一連の職業をあわせると48.8パーセント。農業が25.2パーセント。柳器製造が10.6パーセント。飲食店や低級旅館の経営が5.8パーセントであった。

## 朝鮮戦争後の韓国における状況
その後の朝鮮戦争勃発による社会的混乱と移住、工業化の過程で都市部への人口の移動によって、白丁だけの集落が全て消滅し、見分けがつかなくなったことで韓国の被差別階級としては完全に姿を消すこととなったが、現在もなお罵倒語として「白丁（ペッジョン）」、「白丁野郎（ペッジョンノロ）」という言葉が使われることがある。

### 北朝鮮における状況
北朝鮮は、「社会主義社会の下では、白丁問題は既に解決している」と主張しているが、実際には韓国の大統領を「人間白丁」と罵るように、差別意識は根強い。
1910年に朝鮮総督府は奴隷の身分を明記していた李氏朝鮮の旧戸籍を廃止し、新戸籍制度を導入して奴婢制度を撤廃した。しかし、北朝鮮では政治犯強制収容所が設置され、同時に実質的な奴隷制度が再現されている。中国でも、多数の脱北女性が人身売買の対象とされて農村部や風俗店に売られている。それのみならず、子供までも人身売買の対象になっている。
米国の北朝鮮人権委員会は Helen-Louise Hunter の Kim Il-Song's North Korea(ISBN 978-0275962968)から引用し、北朝鮮は1946年から全ての国民を支配階級／平民／被差別民の3つの階層に分ける出身成分制度により、李氏朝鮮の封建王朝のような身分制度を採用していると報告している。

## 「ペクチョン」と「チョン」との関係
- 一部の独自研究的ブログなどにおいて「チョン」は「ペクチョン」に由来するとの記述があるが、全くのデマである。発音検証や歴史検証なども無いままに論じられている。韓国語発音では「ペッジョン」である。
- また「チョン」には「朝鮮」の意味もない。「朝鮮」は韓国語では「조선（カタカナ：チョソン）」であり、日本の発音、韓国の発音からも「チョン」にはならない。

## 日本における白丁
- 現代日本の祭祀などに参加する人々に対しても同じ漢字「白丁（はくちょう）」を使用するが、神に仕える一般市民を意味しており、むしろ名誉職的な意味合いがある。
- 「ペクチョン」関連の映画などで白装束を着用している場合もあるが、実際にはせいぜい生成の服装であって、日本における「白丁 (装束)」や「白装束」などのような純白な服装をしていたわけではない。あくまでも映画などでは一目で区別できるとの理由での演出である。
- 日本における律令制度での「白丁 (日本史)」（はくてい）や古代中国（隋書など）における「白丁」（ピンイン：baiding、カタカナ：バイディン）と「ペクチョン」の関連性は薄い。

## 関連作品
- 済衆院 (テレビドラマ) - 19世紀の韓国を舞台とした医療ドラマ。主人公は屠蓄に従事している白丁で、服装や住居などの描写で他の身分との違いが強調されている。